# Laza Lazarević
Lazar "Laza" K. Lazarević, cyr. Лазар К. Лазаревић (ur. 13 maja 1851 w Šabacu, zm. 10 stycznia 1891 w Belgradzie) – serbski psychiatra i pisarz.

## Życiorys
Urodził się w Šabac, w rodzinie sprzedawcy. W rodzinnej miejscowości ukończył szkołę powszechną i gimnazjum. Gdy miał 9 lat, zmarł mu ojciec, zostawiając żonę z synem i trzema córkami bez źródła utrzymania. W 1865 rozpoczął naukę w szkole wyższej w Belgradzie, a potem podjął studia na Uniwersytecie w Belgradzie. Dzięki stypendium wyjechał na dalsze studia do Berlina, gdzie uczył się w latach 1872-1879. Jego nauczycielami byli m.in. Rudolf Virchow, Hermann von Helmholtz i Emil du Bois-Reymond. Po otrzymaniu tytułu doktora nauk medycznych, podjął pracę w szpitalu w Belgradzie. Był członkiem Serbskiej Akademii Nauk i Sztuk od 1888 roku, służył jako lekarz wojskowy podczas wojny 1876–1878, organizował szpital wojskowy w Niszu podczas wojny serbsko-bułgarskiej (1885). Był osobistym lekarzem króla Serbii Milana I Obrenowicia. Zmarł z powodu gruźlicy w wieku czterdziestu lat, w 1891 roku. Wcześniej dwóch jego synów zmarło na gruźlicze zapalenie opon mózgowo-rdzeniowych. Pochowany jest na Nowym Cmentarzu (Novo Groblje) w Zvezdarze (kwatera 8, grób 4).

## Wybrane prace
- Школска икона, Erzählung, 1880 (Das Schutzheiligenbild, 1896)
- У добри час хајдуци
- На бунару
- Вертер
- Све ћe то народ позлатити, 1882 (Das Volk wird alles vergolden, 1886)
- Ветар
- На село
- Тешан
- Вучко (Vučko, 1932)
- Побратим
- Он зна све, 1890
- Швабица
- Dr. Laza K Lazarević's schönste Erzählungen, 1902
- Räuber als Heiratsstifter, 1920
- Izabrane pripovetke, 1946
- Pripovetke, 2001